# The Tramp and the Crap Game
The Tramp and the Crap Game er en amerikansk stumfilm fra 1900.